# Pulsatrix
Pulsatrix é um género de ave da família Strigidae.

## Espécies
O género é constituído por três espécies vivas e uma extinta:
- Pulsatrix arredondoi (extinta)
- Pulsatrix koeniswaldiana
- Pulsatrix melanota
- Pulsatrix perspicillata